# Austin Bernard Vaughan
Austin Bernard Vaughan (* 27. September 1927 in New York City; † 25. Juni 2000 in Yonkers) war ein US-amerikanischer römisch-katholischer Geistlicher und Weihbischof in New York.

## Leben
Austin Bernard Vaughan studierte Philosophie und Katholische Theologie am Priesterseminar St. Joseph in Yonkers und an der Päpstlichen Universität Gregoriana in Rom. In dieser Zeit war Vaughan Alumnus des Päpstlichen Nordamerika-Kollegs. Er empfing am 8. Dezember 1951 das Sakrament der Priesterweihe.
Nach der Priesterweihe war Austin Bernard Vaughan kurzzeitig als Pfarrvikar der Pfarrei Corpus Christi in Manhattan tätig, bevor er seine Studien an der Päpstlichen Universität Gregoriana fortsetzte, wo er 1954 zum Doktor der Theologie promoviert wurde. Nach der Rückkehr in seine Heimat war Vaughan Pfarrvikar der Pfarreien Queen of Peace auf Staten Island und St. John the Evangelist in Manhattan. Zudem unterrichtete er Französisch an der Cathedral Preparatory School. Von 1956 bis 1973 lehrte Austin Bernard Vaughan am Priesterseminar St. Joseph in Yonkers, bevor er dessen Regens wurde.
Am 24. Mai 1977 ernannte ihn Papst Paul VI. zum Titularbischof von Cluain Iraird und zum Weihbischof in New York. Der Erzbischof von New York, Terence Kardinal Cooke, spendete ihm am 29. Juni desselben Jahres in der St. Patrick’s Cathedral die Bischofsweihe; Mitkonsekratoren waren der Koadjutorerzbischof von New York, John Joseph Maguire, und der Weihbischof in New York, Patrick Vincent Ahern. Vaughan war ab 1979 als Bischofsvikar für die Region Orange County zuständig. Zudem war er von 1979 bis 1991 Pfarrer der Pfarrei St. Patrick in Newburgh, wo er eine Suppenküche für Bedürftige gründete. Ferner war Vaughan ab 1982 zusätzlich Bischofsvikar für die Gefängnisseelsorge.
Austin Bernard Vaughan engagierte sich in der Lebensrechtsbewegung und war in der von Pro-Life-Aktivist Randall Terry gegründeten Organisation Operation Rescue aktiv. 1988 wurde Vaughan als erster US-amerikanischer Bischof wegen des Versperrens des Zugangs zu einer Abtreibungsklinik zu einer Haftstrafe verurteilt wurde. Zudem kritisierte er öffentlich die liberale Abtreibungspolitik des damaligen Gouverneurs von New York, Mario Cuomo.